# Người Động
Người Động (chữ Hán: 侗族, bính âm: Dòngzú; Hán-Việt: Động tộc; tên tự gọi: Gaeml, trong /kɐm/, còn gọi là Kam) là một nhóm sắc tộc. Họ tạo thành một trong số 56 dân tộc được công nhận chính thức tại Cộng hòa Nhân dân Trung Hoa, và họ nổi tiếng với các kỹ năng nghề mộc của mình cũng như kiểu kiến trúc độc đáo duy nhất, cụ thể là các dạng cầu che mái gọi là "phong vũ kiều" (风雨桥). Phần nhiều người Động là nông dân. Ẩm thực của họ có đặc trưng rõ nét là các món dưa muối, cá hay thịt ướp muối và cơm nếp.
Họ sinh sống chủ yếu tại các tỉnh Quý Châu, Hồ Nam, Quảng Tây cũng như tại châu tự trị Ân Thi thuộc tỉnh Hồ Bắc của Trung Quốc. Tại Lào cũng có một phân chi của người Động mà tiếng Trung gọi là 康族 (Khang tộc).

## Ngôn ngữ
Tiếng Động (tên tự gọi lix Gaeml) là một ngôn ngữ thuộc ngữ hệ Tai-Kadai. Khi viết, đôi khi người Động sử dụng các ký tự tiếng Trung để thể hiện các âm của từ ngữ trong tiếng Đồng. Một kiểu viết chính tả mới dựa trên các ký tự Latinh đã được phát triển vào năm 1958, nhưng nó không được sử dụng phổ biến, do thiếu tài liệu in ấn cũng như giáo viên giảng dạy chuyên nghiệp.
Ethnologue phân biệt hai phương ngữ tiếng Động với mã kmc cho phương ngữ miền nam và mã doc cho phương ngữ miền bắc.

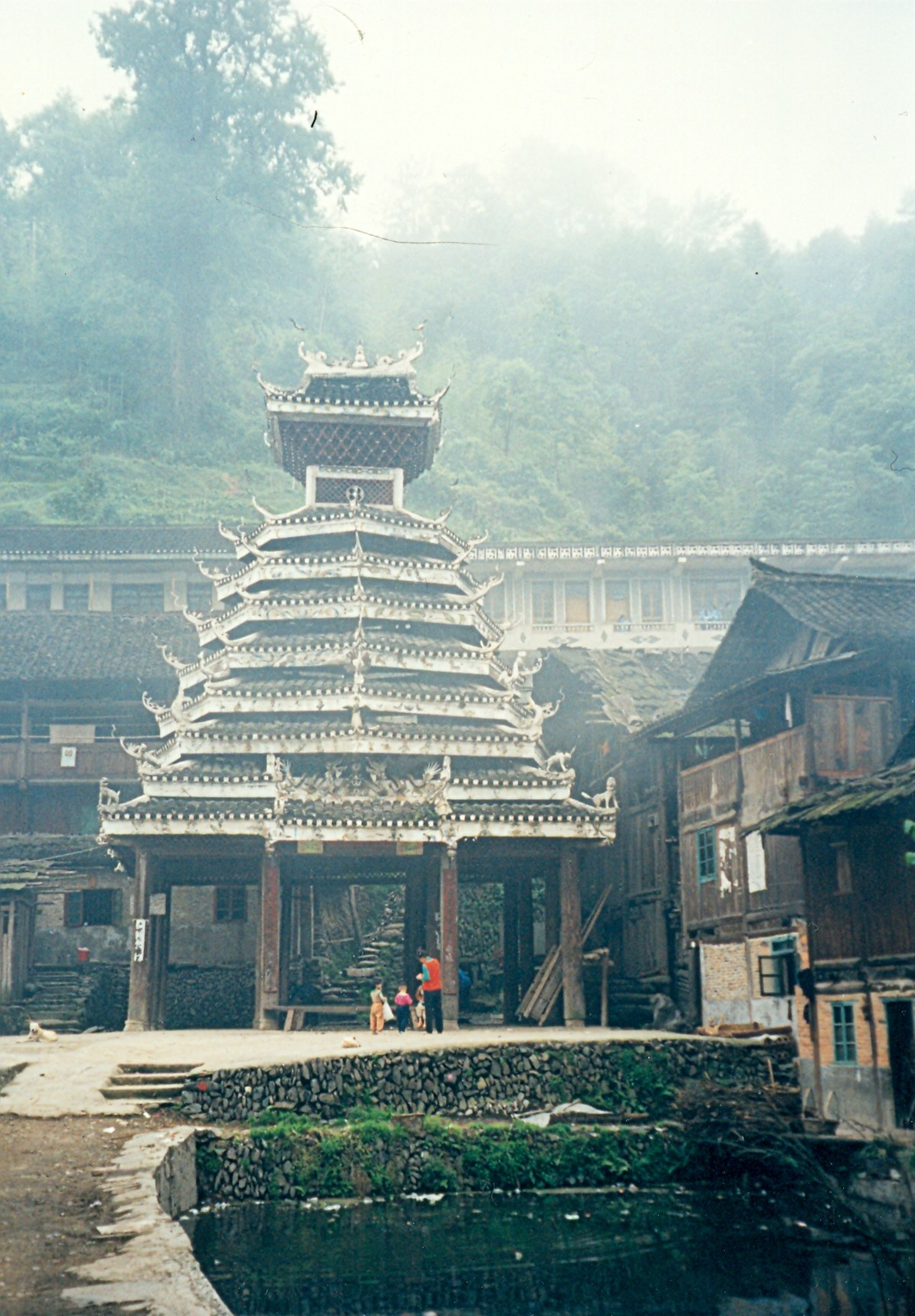
Tháp trống (Cổ lâu, 古楼) tại hương Triệu Hưng, huyện Lê Bình, châu tự trị người Miêu-người Động Kiềm Đông Nam, tỉnh Quý Châu

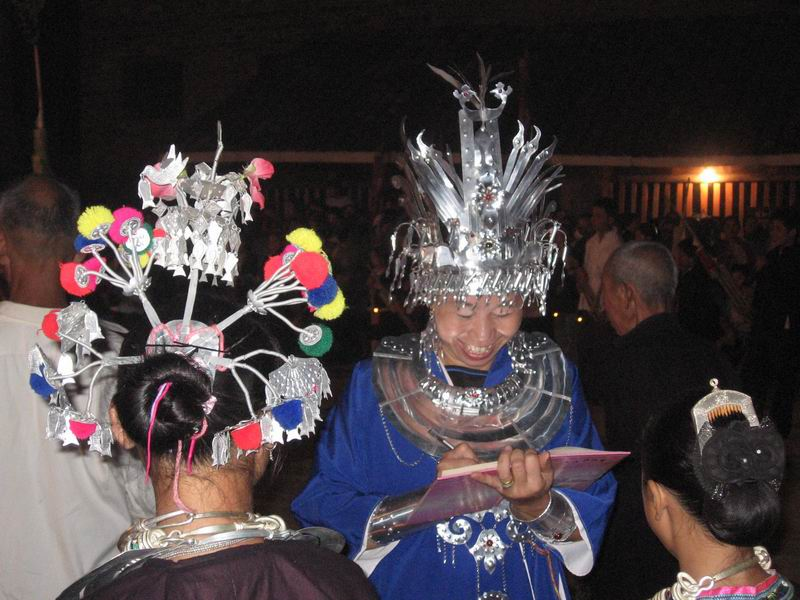

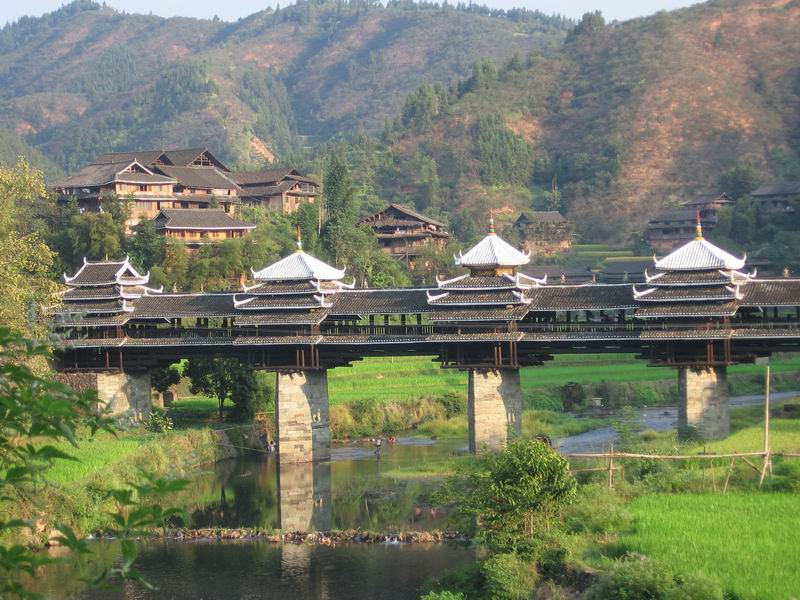
Phong vũ kiều của người Động tại Trình Dương, Quảng Tây, Trung Quốc

## Lễ tết
Đáng chú ý có 2 lễ hội. Một là tết giá kiều vào ngày 2 tháng 2 theo nông lịch. Hai là tết tân hôn vào ngày Mão đầu tiên của tháng 10. Thường có 10 đôi nam nữ thành hôn cùng một ngày.

## Những người Động nổi tiếng
- Lý Đình (李婷), nữ vận động viên đoạt huy chương vàng trong môn nhảy cầu đôi (cùng Lao Lệ Thi - 劳丽诗) 10 m tại Thế vận hội Mùa hè 2004 ở Athena, Hy Lạp.
- Ngô Hồng Phi (吴虹飞), ca sĩ của ban nhạc rock Trung Quốc "Hạnh phúc đại nhai" (幸福大街)
- Túc Dụ (粟裕) (1907-1984), đại tướng của Quân đội Giải phóng Nhân dân Trung Hoa.

### Nghe
- Amy Tan Reveals Stories of Dong Folk Songs, ngày 25 tháng 4 năm 2008